# 鈴木重格
鈴木 重格（すずき しげのり、1938年（昭和13年）9月9日 - ）は、日本の政治家。元宮崎県串間市長。

## 来歴
宮崎県出身。宮崎県立福島高等学校卒。家業の農業に従事し、1967年、串間市議会議員に当選する。市議を6期務め、副議長も務めた。1990年に宮崎県議会議員に当選する。無所属からのちに自民党に入った。宮崎県議を4期務め、2002年の串間市長選挙に立候補して初当選する。2006年の市長選挙でも再選。2010年の市長選挙には立候補しなかった。

## 栄典
- 2004年 - 藍綬褒章
- 2011年 - 旭日中綬章